# Песко, Алан
Алан Песко (англ. Alan Pascoe; род. 11 октября 1947) — британский легкоатлет, олимпийский медалист.

## Биография
Песко родился в Портсмуте и жил в районе Полсгроув. Он получил образование в Портсмутской южной гимназии для мальчиков, затем получил высшее образование в колледже Боро-роуд в Айлворте, где получил сертификат об образовании, и в Лондонском университете, где получил степень с отличием в области образования. В 1970 году он женился на Делле Джеймс. У них есть один сын и одна дочь. Песко завоевал медали на Олимпийских играх, чемпионатах Европы и Играх Содружества, а также на Европейских играх в закрытых помещениях.